# Nimbus proximus
Nimbus proximus är en skalbaggsart som beskrevs av Adam 1994. Nimbus proximus ingår i släktet Nimbus och familjen Aphodiidae. Inga underarter finns listade i Catalogue of Life.